# Michail Nikolajewitsch Murawjow-Wilenski

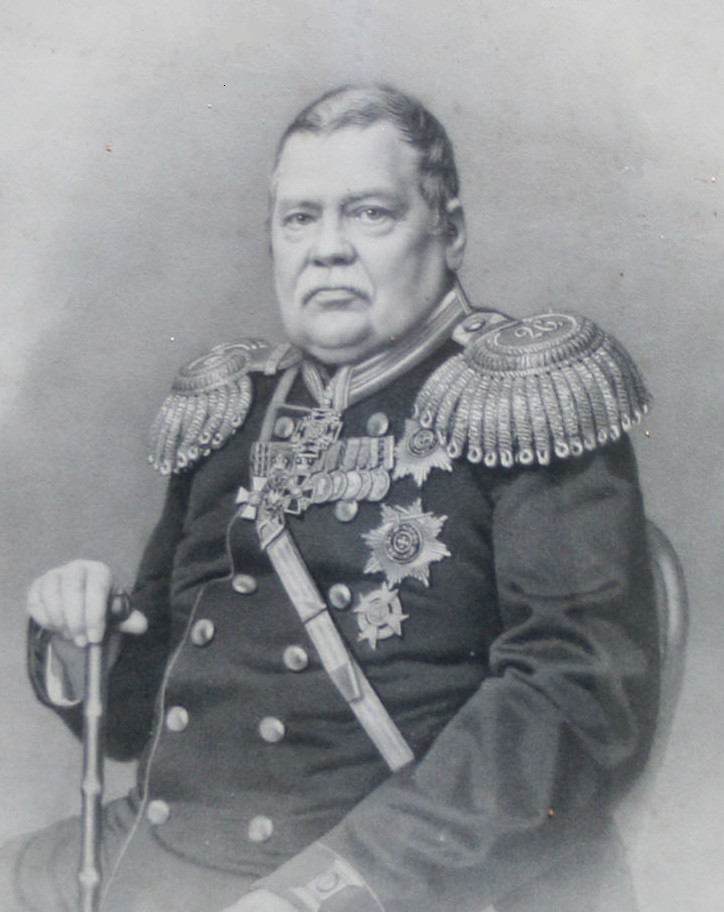
Graf Murawjow-Wilenski

Michail  Nikolajewitsch Murawjow-Wilenski (russisch Михаи́л Никола́евич Муравьёв-Ви́ленский, wiss. Transliteration Michail Nikolaevič Murav'ëv-Vilenskij; * 1.jul. / 12. Oktober 1796greg. in Moskau; † 29. Augustjul. / 10. September 1866greg. in Sankt Petersburg) war ein russischer Militär und Staatsmann, der eine wichtige Rolle bei der Niederschlagung der polnischen Aufstände von 1830/31 und insbesondere 1863 spielte.

## Familie
Er wurde als Sohn des Mathematikers und Generalmajors Nikolai Nikolajewitsch Murawjow (1768–1840) und Alexandra Michajlowna Mordwinowa (1770–1809) geboren. Seine Brüder waren der General Nikolai Nikolajewitsch Murawjow-Karski, der geistliche Schriftsteller und Kirchenhistoriker Andrei Nikolajewitsch Murawjow und der Dekabrist Alexander Nikolajewitsch Murawjow (1792–1863). Mit seiner Gattin Pelageja zeugte er vier Kinder: Nikolai (1820–1869), Generalgouverneur von Wjatka und Rjasan, Leonid (1821–1881), Wassili (1824–1848) und Sofja (1833–1880).

## Frühes Leben und Karriere
Noch als Student an der Universität gründete er die Moskauer Mathematische Gesellschaft. Nach dem Abschluss der Universität Moskau 1811 trat er in die Armee ein, kämpfte während des Vaterländischen Krieges und wurde bei der Schlacht von Borodino verwundet (er diente in Rajewskis Regiment). Während der Hungersnot im Gouvernement Smolensk organisierte Murawjow die Nahrungsmittellieferung zu den Hungernden. 1821 trat er aus der Dekabristenbewegung aus. 1826 wurde er in der Peter-und-Paul-Festung inhaftiert. Im Juni 1826 wurde er freigelassen und für unschuldig erklärt. 1827 wurde er stellvertretender Gouverneur von Witebsk, 1828 Generalgouverneur von Mogiljow und 1831 Gouverneur von Grodno, worauf er ein Jahr später nach Minsk zog. Er beteiligte sich an in Weißrussland und Litauen an der Niederschlagung des Polnischen Aufstandes von 1830. Murawjow war Mitglied des Staatsrates seit 1850 und Minister für Staatsgüter von 1857 bis 1861. Murawjow war stellvertretender Vorsitzender der Russischen Geographischen Gesellschaft, seit 1857 Ehrenmitglied der Russischen Akademie der Wissenschaften.

## Generalgouverneur von Wilna

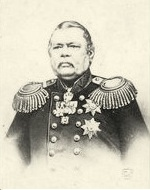
Graf Murawjow-Wilenski

Im Laufe des polnischen Aufstandes 1863 hatte Murawjow-Wilenski das Amt des Vorsitzenden des Nordwestlichen Krajs (Generalgouverneur von Wilna, Grodno, Kowno, Minsk und Witebsk) inne. Murawjows Anteil an der Niederschlagung der Rebellion war wesentlich. 128 Aufständische wurden hingerichtet, 972 zu Zwangsarbeit verurteilt.
Murawjow hat als Gründe für den Aufstand den Widerstand gegen die Abschaffung der Leibeigenschaft 1861 bezeichnet und hat sich demzufolge mit der Umsetzung der Reform im Nordwestlichen Kraj befasst. Er hat auch manche Güter beschlagnahmt und unzuverlässige Personen (vorwiegend Großgrundbesitzer katholischen Glaubens) bestraft und ihnen Kontributionen auferlegt. Murawjow setzte sich für eine Russifizierung ein, indem er Zeitungen und Theateraufführungen in polnischer Sprache sowie deren Verwendung an öffentlichen Plätzen verbot und den Personen katholischen Glaubens die Bekleidung von Staatsämtern verwehrte und Angestellte aus den inneren Gouvernements des Russischen Kaiserreiches beschäftigte.
Murawjow stellte orthodoxe Kirchen wieder her und renovierte die schon funktionierenden zwecks der Wiederherstellung des, nach seiner Auffassung, ursprünglich orthodoxen Charakters des Krajs. Die Nikolauskirche in Wilna ließ er in russisch-byzantinischen Stil umbauen, barocke und gotische Elemente wurden entfernt.
Um die russische und orthodoxe Natur des Krajs zu beweisen, wurde auf Murawjows Anweisung die Archäographische Kommission von Wilna Anfang des Jahres 1864 gegründet. Der Adel von Sankt Petersburg sammelte Unterschriften für die Stiftung einer Ikone des Erzengel Michaels. Der Gouverneur Suworow weigerte sich jedoch und nannte Murawjow öffentlich Menschenfresser (людоед), worauf der russische Dichter Fjodor Tjuttschew ein rügendes Gedicht an ihn richtete („Гуманный внук воинственного деда…“, zu Deutsch: Humaner Enkel des kriegerischen Großvaters). Dort unter anderem: Verzeihen Sie uns, unser sympathischer Fürst, dass wir den russischen Menschenfresser verehren, ohne Europas Erlaubnis zu erflehen. Weiter lobt Tjuttschew Murawjow, weil er Russlands Einheit verteidigt und gerettet hat. Der Großvater des Gouverneurs, so Tjuttschew, hätte seine Unterschrift nicht verweigert.
Anfang 1831 wurde Murawjow gefragt, ob er ein Verwandter des Dekabristen Sergei Murawjow-Apostol sei, worauf Michail Nikolajewitsch Murawjow antwortete, er entstamme nicht den Murawjows, die gehängt werden, sondern jenen, die selbst hängen. Er ist der Urheber des Spruches: Was das russische Bajonett nicht zu Ende gebracht hat, wird die russische Schule zu Ende führen (russisch «Что не доделал русский штык — доделает русская школа»). Von seinen Widersachern wurde er Murawjow der Henker (russisch Муравьёв-Вешатель) genannt.
Nach seiner Entlassung vom Amt des Generalgouverneurs des nordwestlichen Krajs im April 1865 wurde Murawjow zum Grafen ernannt und ihm wurde der Orden des Heiligen Andreas des Erstberufenen verliehen. Sein Nachfolger im Amt war Konstantin Petrowitsch von Kaufmann.
Der russische Publizist und Journalist Iwan Solonewitsch (1891–1953), ein Befürworter der russischen Autokratie, schrieb in Bezug auf Murawjows Tätigkeit, dass die Bevölkerung der ihm unterstellten Länder russisch war (Dort gab es nichts außer dem russischen Muschik, russisch Кроме мужика русского там не было ничего.), dass der Eintritt in die kulturellen Höhen durch die polnische Aristokratie gesperrt wurde. Graf Murawjow, so Solonewitsch, habe nicht nur gehängt, sondern auch dem weißrussischen Volke den Weg zumindest in die niederen Reihen der Intelligenzia geöffnet.
Der Publizist und Staatsmann Fürst Wladimir Meschtscherski (1839–1914) bewunderte Murawjow-Wilenski stark. Der Fürst nannte den Grafen einen energischen Orator, dessen Eloquenz Stärke und Energie ist. Meschtscherski hat oft den Grafen als Vorbild für russische Staatsleute hervorgehoben.

## Späteres Leben
1866 wurde Graf Murawjow zum Vorsitzenden der Ermittlungskommission im Gerichtsverfahren des Attentäters Karakosow. Zu dieser Zeit hatte Nekrassow, dessen Zeitung Sowremennik die Einstellung drohte, den Grafen in einigen Versen im Englischen Klub gelobt. Murawjow wurde auf dem Lazarus-Friedhof am Alexander-Newski-Kloster in Sankt Petersburg beerdigt.

## Gedenken
Vor dem Schloss, in dem Murawjow wohnte, wurde 1898 ein Denkmal zu seinem Gedenken gebaut (1915 umgestellt). Seit 1906 gab es ein Museum über Murawjow, das anlässlich seines 110. Geburtstags und 50. Todestages eröffnet wurde.
Der russische Staatsmann, Schriftsteller und Geograph Iwan Petrowitsch Kornilow schrieb, dass für patriotische Russen der Name M. N. Murawjow Bedeutung habe, weil er 1863 die „Ehre und Würde des russischen Namens“ wiederherstellte und im ursprünglichen orthodoxen Kraj das russische kulturelle Leben erweckte.